# Ernst August Geitner
Ernst August Geitner (Gera, 12 de junho de 1783 – Schneeberg, Saxônia, 24 de outubro de 1852) foi um químico, médico, botânico e inventor alemão.

## Vida e obra
Geitner estudou a partir de 1801 medicina, química e física na Universidade de Leipzig, onde obteve um doutorado. Abriu um consultório médico em 1809 em Lößnitz e em 1810 uma fábrica química para produção de corantes de cobre verde. Em 1815 Geitner moveu a Geitnersche Fabrik para Schneeberg. Em 1819 desenvolveu a partir do acetato de chumbo (II) e dicromato de potássio um corante amarelo para a indústria têxtil.
Em 1823 obteve sucesso na fabricação da liga metálica alpaca a partir de 20 por cento de níquel, 55 por cento de cobre e 25 por cento de zinco. Foi assim encontrada pela primeira vez uma aplicação para as minas com grandes reservas de bismuto, cobalto e níquel localizadas em Schneeberg. Anteriormente o níquel era descartado como subproduto da indústria do pigmento azul. Os irmãos Henniger em Berlim, que conseguiram em 1824 produzir uma liga tipo alpaca, encomendaram o níquel de Geitner parta confecção de seus talheres.

## Obras
- Die Familie West oder Unterhaltungen eines Hofmeisters mit seinen Zöglingen über Chemie und Technologie, Leipzig 1805/06
- Chemisch-technologischer Robinson: ein unterhaltendes und belehrendes Lesebuch für die Jugend (Halle 1806; Neuauflage Drei Birken Verlag, Freiburg 2008, ISBN 978-3-936980-26-4)
- Versuche über das Blaufärben wollener Zeuge ohne Indigo, Leipzig 1809
- Resultate der fabrikmässigen Bereitung des Syrups und Zuckers aus Kartoffelmehl, Leipzig 1812
- Beschreibung der Treibe-Gärtnerey auf den Erdbränden bey Planitz nächst Zwickau: nebst nähern Nachrichten über Entstehung, Fortschreiten und dermal. Stand der letzteren; nebst 2 illum. geogr. Karten, Leipzig 1839